# Keep Spinning World Tour
Il Keep Spinning World Tour è il terzo tour di concerti del gruppo musicale sudcoreano Got7.
Il tour è iniziato il 15 giugno 2019 in Corea del Sud e ha fatto tappa in altri undici Paesi (Stati Uniti, Canada, Messico, Cile, Australia, Paesi Bassi, Regno Unito, Germania, Spagna, Francia e Filippine) terminando il 26 ottobre seguente. Le tappe asiatiche previste per il 2020 sono state cancellate in seguito alla pandemia di COVID-19.

## Organizzazione
Il Keep Spinning World Tour viene annunciato il 26 aprile 2019 dalla casa discografica JYP Entertainment insieme al nuovo disco dei Got7, Spinning Top: Between Security & Insecurity. Vengono inizialmente rivelate diciannove date, partendo il 15 giugno da Seul e proseguendo per le Americhe, l'Australia, Hong Kong, l'Europa e le Filippine, con Hong Kong e Seul uniche tappe ad avere due date. Per il tour, i Got7 lanciano il progetto "Keep Spinning, Keep Dreaming with Got7" insieme alla Make-A-Wish Foundation per dare conforto a bambini gravemente malati e regalare loro l'occasione di assistere ai concerti e incontrarli.
I biglietti delle date in Corea, America e Oceania vengono messi in vendita il 14 e il 16 maggio per i membri del fanclub e il 17 maggio per il pubblico. La vendita dei biglietti per l'Europa, inizialmente prevista per il 14 giugno, viene invece rinviata tre giorni prima a data da destinarsi. Il 15 luglio vengono messi in vendita i biglietti per Hong Kong; tuttavia, le due tappe previste per il 31 agosto e il 1º settembre vengono posticipate due settimane prima a data da destinarsi per questioni di sicurezza dovute alle proteste in corso nel Paese, e i biglietti sono rimborsati.
A inizio settembre viene annunciata la messa in vendita, tra il 9 e l'11 del mese, dei biglietti per le tappe europee; quella di Madrid viene poco dopo spostata al 16 settembre per le prevendite e al 18 settembre per le vendite generali per ispezioni di sicurezza all'arena del concerto. Il 22 settembre vengono messi in vendita i biglietti per Manila, che vanno esauriti in otto ore.
L'8 settembre il tour viene esteso nel 2020 con cinque spettacoli che toccano Thailandia, Singapore, Macao, Malesia e Taiwan tra il 15 febbraio e il 28 marzo. I biglietti dello show in Thailandia del 15 febbraio, che vede il gruppo esibirsi per la prima volta presso uno stadio, il Rajamangala, vengono messi in vendita il 21 dicembre 2019 e venduti nel giro di due ore, paralizzando il server del sito della biglietteria per via del grande afflusso di utenti. Data l'alta domanda, lo stesso giorno viene aggiunta una seconda tappa per il 16 febbraio, con vendita dei biglietti il 28 dicembre.
Tra il 12 e il 15 gennaio 2020 vanno in vendita i biglietti per Singapore, Taiwan, Macao e Malesia; tuttavia il 31 gennaio gli spettacoli in Thailandia e Singapore vengono rimandati a data da destinarsi per la proliferazione del coronarivus, e i biglietti rimborsati. Nel corso del mese di febbraio vengono rimandate anche le tappe di Macao e Taiwan, mentre il concerto in Malesia viene cancellato.
Il 10 febbraio vengono annunciati il 9 e il 10 maggio come nuove date in Thailandia, con inizio delle vendite al 22 febbraio, ma il 27 marzo il concerto viene nuovamente posticipato a data da destinarsi. In agosto 2020, non essendo ancora riusciti a trovare una nuova data per via delle restrizioni ai viaggi internazionali, gli organizzatori introducono la possibilità di chiedere il rimborso per gli impossibilitati a partecipare, ma il 20 ottobre viene annunciata la cancellazione e il rimborso totale dei biglietti.

## Accoglienza
Il tour ha ricevuto in generale recensioni positive dalla critica, indicando le esibizioni soliste o in trio come i momenti salienti degli show. J. Ventinilla di The Kraze Magazine lo ha definito "di prima classe e degno di lode", mentre Christie Yip di Hello Asia! ha scritto del concerto di Sydney commentando "I Got7 hanno dimostrato un livello di solida professionalità e mantenuto una presenza viva acquisibile solo con l'esperienza". Sarah Deen di Metro ha definito la tappa londinese "uno spettacolo tutt'altro che insicuro", dove "i Got7 hanno brillato separatamente come performer", e ha indicato il gruppo come "uno, se non il più forte, gruppo K-pop a livello vocale". Per CKJpopnews, "i Got7 abbandonano il K-pop mainstream assicurando uno dei loro migliori spettacoli a Bercy", "garantendo e rivendicando la loro capacità di cantare senza steccare e di ballare senza passi falsi".

## Scaletta
I Got7 hanno usato due diverse scalette, una per la Corea e una per l'estero, con encore dinamico da tappa a tappa.
Scaletta coreana
1. You Are (Piano ver.)
2. Skyway
3. Ride
4. Gravity
5. God Has Return + Mañana
6. Esibizione di ballo di Jinyoung
7. Esibizione di ballo di Yugyeom
8. Esibizione di ballo di Jinyoung e Yugyeom
9. Fly
10. Eclipse
11. Out
12. Never Ever (Remix)
13. 1°
14. Sign
15. I Am Me
16. If You Do
17. Stop It Stop It (Remix)
18. Come On
19. A
20. Save You
21. Paradise
22. Thank You
23. Take Me To You
24. Teenager (Remix)
25. Page
26. Look
27. Lullaby
28. Miracle

Encore
1. Hard Carry (Remix)
2. Go Higher
3. Before The Full Moon Rises
4. Shopping Mall[n 1] / Beggin on My Knees'[n 2]
5. Fly (Remix)[n 2]

Note
1. ↑  Giorno 1.
2. 1 2  Giorno 2.

Scaletta estera
1. Eclipse
2. Out
3. Never Ever
4. Skyway
5. Ride
6. Gravity
7. God Has Return + Mañana
8. Esibizione di ballo di Jinyoung
9. Esibizione di ballo di Yugyeom
10. Esibizione di ballo di Jinyoung e Yugyeom
11. Stop It Stop It (Remix)
12. 1°[e 1]
13. Sign[e 1]
14. I Am Me[e 1]
15. Come On
16. Just Right
17. Paradise
18. Look[e 2]
19. Thank You
20. Save You
21. Teenager (Remix)
22. Page
23. Lullaby
24. Hard Carry
25. Miracle

Encore
1. Fly (Remix)
2. Go Higher
3. Shopping Mall[e 3] / Before the Full Moon Rises[e 4] / Come On[e 5] / Believe[e 6] / I Like You[e 7]
4. Come On[e 8] / Out[e 4] / Before the Full Moon Rises[e 9] / Shopping Mall[e 10] / Follow Me[e 11] / A[e 12] / Fish[e 13] / Girls Girls Girls[e 14]
5. Before the Full Moon Rises[e 15] / A[e 16] / Boom x3[e 6] / Come On[e 13] / Follow Me[e 17]
6. Before the Full Moon Rises[e 18]

Note
1. 1 2 3  Per la tappa di Newark, 1°, Sign e I Am Me sono state eseguite nella parte iniziale del concerto, tra Never Ever e Skyway.
2. ↑  Nelle sette tappe americane, Look è stata eseguita tra Page e Lullaby.
3. ↑  Newark, Dallas, Oakland, Città del Messico, Sydney, Melbourne, Londra, Berlino, Madrid, Parigi, Manila
4. 1 2  Toronto
5. ↑  Inglewood
6. 1 2  Santiago del Cile
7. ↑  Amsterdam
8. ↑  Newark
9. ↑  Dallas, Madrid
10. ↑  Inglewood,  Santiago del Cile, Amsterdam
11. ↑  Oakland, Città del Messico
12. ↑  Sydney
13. 1 2  Melbourne
14. ↑  Londra, Berlino, Parigi, Manila
15. ↑  Inglewood, Oakland, Sydney, Amsterdam, Londra, Berlino, Manila
16. ↑  Città del Messico
17. ↑  Parigi
18. ↑  Città del Messico, Santiago del Cile, Parigi

## Date del tour
| Data             | Città             | Stato                 | Luogo                    | Biglietti venduti / Biglietti disponibili | Incassi  |
| Asia             | Asia              | Asia                  | Asia                     | Asia                                      | Asia     |
| ---------------- | ----------------- | --------------------- | ------------------------ | ----------------------------------------- | -------- |
| 15 giugno 2019   | Seul              | Corea del Sud         | KSPO Dome                | N.D.                                      | N.D.     |
| 16 giugno 2019   | Seul              | Corea del Sud         | KSPO Dome                | N.D.                                      | N.D.     |
| America del Nord |                   |                       |                          |                                           |          |
| 27 giugno 2019   | Newark            | Stati Uniti d'America | Prudential Center        | N.D.                                      | N.D.     |
| 30 giugno 2019   | Toronto           | Canada                | Scotiabank Arena         | N.D.                                      | N.D.     |
| 3 luglio 2019    | Dallas            | Stati Uniti d'America | American Airlines Center | 5.974 / 7.113                             | $431.714 |
| 6 luglio 2019    | Inglewood         | Stati Uniti d'America | The Forum                | N.D.                                      | N.D.     |
| 10 luglio 2019   | Oakland           | Stati Uniti d'America | Oracle Arena             | N.D.                                      | N.D.     |
| America Latina   |                   |                       |                          |                                           |          |
| 13 luglio 2019   | Città del Messico | Messico               | Palacio de los Deportes  | N.D.                                      | N.D.     |
| 16 luglio 2019   | Santiago del Cile | Cile                  | Movistar Arena           | N.D.                                      | N.D.     |
| Oceania          |                   |                       |                          |                                           |          |
| 22 agosto 2019   | Sydney            | Australia             | Qudos Bank Arena         | N.D.                                      | N.D.     |
| 25 agosto 2019   | Melbourne         | Australia             | Rod Laver Arena          | N.D.                                      | N.D.     |
| Europa           |                   |                       |                          |                                           |          |
| 8 ottobre 2019   | Amsterdam         | Paesi Bassi           | Ziggo Dome               | N.D.                                      | N.D.     |
| 11 ottobre 2019  | Londra            | Regno Unito           | Wembley Arena            | N.D.                                      | N.D.     |
| 13 ottobre 2019  | Berlino           | Germania              | Mercedes-Benz Arena      | N.D.                                      | N.D.     |
| 16 ottobre 2019  | Madrid            | Spagna                | WiZink Center            | N.D.                                      | N.D.     |
| 19 ottobre 2019  | Parigi            | Francia               | AccorHotels Arena        | N.D.                                      | N.D.     |
| Asia             |                   |                       |                          |                                           |          |
| 26 ottobre 2019  | Pasay, Manila     | Filippine             | Mall of Asia Arena       | N.D.                                      | N.D.     |
| Tappe cancellate |                   |                       |                          |                                           |          |
| 31 agosto 2019   | Hong Kong         | Hong Kong             | AsiaWorld-Arena          | N.D.                                      | N.D.     |
| 1 settembre 2019 | Hong Kong         | Hong Kong             | AsiaWorld-Arena          | N.D.                                      | N.D.     |
| 15 febbraio 2020 | Bangkok           | Thailandia            | Stadio Rajamangala       | N.D.                                      | N.D.     |
| 16 febbraio 2020 | Bangkok           | Thailandia            | Stadio Rajamangala       | N.D.                                      | N.D.     |
| 22 febbraio 2020 | Singapore         | Singapore             | Singapore Indoor Stadium | N.D.                                      | N.D.     |
| 29 febbraio 2020 | Macao             | Macao                 | Cotai Arena              | N.D.                                      | N.D.     |
| 7 marzo 2020     | Kuala Lumpur      | Malesia               | Axiata Arena             | N.D.                                      | N.D.     |
| 28 marzo 2020    | Taipei            | Taiwan                | NTSU Arena               | N.D.                                      | N.D.     |
| 9 maggio 2020    | Bangkok           | Thailandia            | Stadio Rajamangala       | N.D.                                      | N.D.     |
| 10 maggio 2020   | Bangkok           | Thailandia            | Stadio Rajamangala       | N.D.                                      | N.D.     |